# 3 Cassiopeiae
3 Cassiopeiae, ou 3 Cas est le nom donné par l'astronome britannique John Flamsteed à une étoile qu'il dit avoir observée en 1680 dans la constellation de Cassiopée. On ne trouve aujourd'hui aucune trace de cet astre à la position indiquée par Flamsteed, aussi sa nature et son existence même sont sujettes à débat. Les deux hypothèses envisagées sont soit une erreur de mesure effectuée par John Flamsteed lors de ses observations, soit l'observation d'un autre phénomène astronomique transitoire dans cette direction. Dans ce cadre-là, le candidat le plus probable serait une supernova, dont le rémanent se situe effectivement dans une direction extrêmement proche, et dont l'âge estimé correspond au milieu de la seconde moitié du XVIIe siècle.

## Observations de Flamsteed de 3 Cas
En 1676, John Flamsteed entreprend la réalisation d'un catalogue d'étoiles. Il s'attèlera par intermittence à cette tâche pendant plus de 15 ans, le catalogue étant finalement publié sous sa forme définitive en 1725 dans le Historia coelestis Britannica, six ans après sa mort. Ce catalogue comporte en tout près de 3000 étoiles, soit environ le double du précédent catalogué par Johannes Hevelius, désignées par un numéro suivi du nom latin de la constellation, ou de l'abréviation de celui-ci, dans laquelle elle se trouve. L'ordre des étoiles dans la série correspond à leur ordre par ascension droite croissante. Ainsi le nom de 3 Cas ne correspond pas à un astre brillant, mais à un astre situé près du bord droit de la constellation. Cette dénomination est encore utilisée de nos jours, sous le nom de désignation de Flamsteed.
C'est au mois d'août 1680 que Flamsteed entreprend le recensement des étoiles de la constellation de Cassiopée, tâche qu'il répartira sur quatre jours, les 13, 17, 26 et 28 de ce mois. Lors de ses observations, Flamsteed mesurait la distance angulaire entre les étoiles observées et diverses étoiles de référence, et en déduisait par la suite les coordonnées (ascension droite et déclinaison) sur la sphère céleste. Cette façon de procéder possédait l'avantage qu'il n'était pas nécessaire d'attendre le passage d'une étoile au méridien pour mesure sa déclinaison, ou de connaître précisément l'heure de passage au méridien pour en déduire son ascension droite, mais nécessitait bien sûr que la position des étoiles de références fût connue, elle, avec précision.
L'observation de 3 Cas a été faite le 26 août, avec celle de plusieurs autres étoiles, à savoir φ Cas, χ Cas, ι Cas, τ Cas, ρ Cas, σ Cas, η Cas, υ1 Cas, υ2 Cas, γ Cas, κ Cas, μ Cas, θ Cas, ο Cas, π Cas, ξ Cas et ν Cas. Pour chacune de ces étoiles, Flamsteed les a nommées suivant leur nom usuel, c'est-à-dire issue de la désignation de Bayer de l'Uranometria (lettre grecque, suivi du génitif du nom de la constellation). Les étoiles de référence utilisées étaient pour ce soir là β Pegasi, β Persei et β Trianguli. L'étoile appelée par Flamsteed 3 Cas a fait l'objet de deux mesures, séparées d'environ une demi-heure de temps (21h36 et 22h10), à savoir les distances aux deux étoiles de référence β Peg (Scheat Pegasi dans les comptes-rendus d'observation de Flamsteed) et β Per (Algol Medusa). Dans les deux cas, Flamsteed décrit l'étoile par sa position par rapport à une étoile connue, mais les deux descriptions diffèrent légèrement : la première est supra τ exigua, la seconde quae supra τ, que l'on peut traduire par « un peu au-dessus de τ » et « au-dessus de τ », respectivement. Dans les deux cas, la mesure a précédé celle de l'étoile τ Cas, relativement proche (voir figure ci-dessous). Les deux distances mesurées par Flamsteed sont respectivement 30° 48′ 25″ et 38° 52′ 57″. De ces deux mesures, et de la connaissance précise des positions des étoiles de références, Flamsteed en déduit les coordonnées de 3 Cas, qui corrigée de la précession des équinoxes donne, en époque J1690.0, les valeurs 23h 20m 28s pour l'ascension droite et +56° 58′ 30″ pour la déclinaison. Flamsteed précise également la magnitude apparente de cette étoile, évaluée à 6.

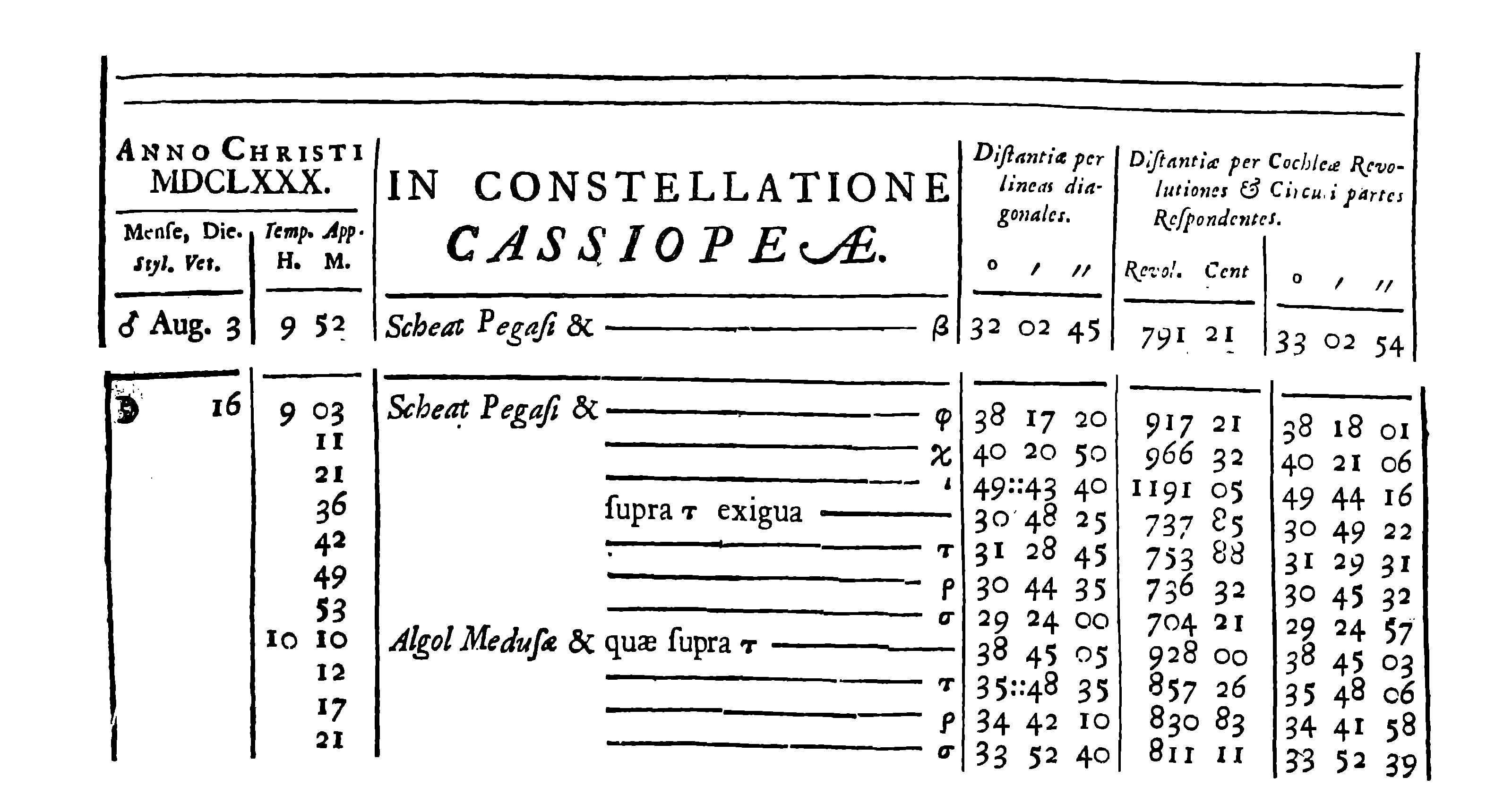
Copie de la page de Historia coelestis Britannica de John Flamsteed montrant les mesures de la position de 3 Cas. Les dates d'observation figurant sur la partie gauche de l'image correspondent au calendrier grégorien, encore en vigueur en Grande-Bretagne à l'époque. Les dates correspondantes du calendrier julien sont décalées de dix jours (13 et 26 août par conséquent).

Aucune étoile d'une magnitude comparable se trouve à cette position, ni dans un rayon d'un demi degré, par contre, à 10,8 minutes d'angle se trouve le rémanent de supernova connu sous le nom de Cassiopeia A (ou Cas A). L'âge estimé de ce rémanent est compris entre 300 et 350 ans. C'est donc aux alentours de l'an 1680 que l'explosion de cette supernova a atteint la Terre. Il n'existe aucun texte astronomique de cette période mentionnant un quelconque événement pouvant être assimilé à l'observation d'une supernova dans cette région du ciel (ou tout autre région d'ailleurs — la dernière supernova historique effectivement observée remonte à 1604, aussi cette observation de Flamsteed a-t-elle naturellement été considérée comme une observation potentielle de cette supernova.

## Arguments en faveur de l'observation d'une supernova
L'étoile 3 Cas a été publiée en 1712 dans la première version du catalogue de Flamsteed, puis en 1725. En 1835, l'astronome Francis Baily réédite le catalogue de Flamsteed, en en proposant une édition « agrandie et corrigée ». Baily note qu'il n'y a pas d'étoile présente à la position indiquée de 3 Cas. Il en profite pour corriger un certain nombre d'erreurs, en majorité typographiques, dans le catalogue. Finalement, il ne trouve que quatre étoiles sur 2925 qu'il ne peut identifier ou associer à une planète. Parmi elles se trouve 3 Cas. En 1845, Baily publie un catalogue basé sur celui de Flamsteed, en omettant d'y ajouter 3 Cas dont il ne peut donner la position. À partir de ce moment, cette étoile mentionnée par Flamsteed est peu à peu oubliée.
En 1980, alors que Cas A avait été découverte par les premiers radiotélescopes depuis plus de 30 ans, la proximité entre 3 Cas et Cas A incite William B. Ashworth à réanalyser les observations de Flamsteed en vue de voir si 3 Cas pouvait effectivement correspondre à une observation (la seule) de la supernova associée. Le principal problème réside dans la séparation angulaire entre les deux objets, supérieure à dix minutes d'arc, soit environ un tiers du diamètre apparent de la pleine Lune, ce qui apparaît considérable rapporté à la précision habituelle obtenue par Flamsteed. Ashworth note cependant plusieurs étoiles localisées avec une imprécision plus grande par Flamsteed, notamment 23 Ursae Minoris (12' d'erreur) et 66 Leonis (25' d'erreur). Arguant du fait que les astres impossibles à identifier à partir des observations de Flamsteed sont extrêmement peu nombreux (finalement trois en plus de 3 Cas), Ashworth en déduit qu'« il semble presque certain que Flamsteed a effectivement observé la supernova [associée à] Cassiopeia A en 1680 ».

## Arguments en faveur d'une erreur de mesure
À la même époque qu'Ashworth, R. P. Broughton et Karl W. Kamper adoptent une approche plus critique que celle d'Ashworth. Ils font notamment remarquer que les mesures relatives à 3 Cas ont été faites à l'aide d'un sextant, qui est moins sujet à des erreurs de lecture que d'autres instruments employés par Flamsteed car l'instrument est équipé d'une double graduation. De plus, Broughton réanalyse l'ensemble des autres observations effectuées par Flamsteed le soir du 26 août pour conclure que les erreurs de mesure de Flamsteed étaient, hormis 3 Cas, toujours inférieures à une minute d'arc, en général très inférieures à cette valeur. L'identification de 3 Cas à Cas A nécessiterait donc que pour ces deux observations et seulement celles-ci, Flamsteed ait fait une erreur de mesure plus de dix fois plus importante que celles faites lors de la même soirée. Enfin, suivant une suggestion faite en 1798 par Caroline Herschel (la sœur de William Herschel, le découvreur d'Uranus) alors qu'elle analysait le catalogue de Flamsteed, ces deux auteurs font remarquer qu'il existe une étoile relativement brillante située au voisinage de τ Cas et à une distance très proche des 30° 48′ 25″ indiqués par Flamsteed pour l'arc β Peg-3 Cas : il s'agit de la binaire à éclipses SAO 35478 (ou AR Cas, magnitude apparente de 4,88). L'écart de distance entre cette étoile et β Per diffère de moins d'une minute d'angle de celle notée par Flamsteed, en conformité avec les erreurs typiques qui entachaient ses mesures. De plus, ces deux auteurs notent qu'il existe une autre étoile située dans le voisinage de τ Cas dont la distance à β Per cette fois-ci pourrait correspondre aux 38° 52′ 57″ indiqués par Flamsteed. Il s'agit de SAO 35386, significativement moins brillante qu'AR Cas (magnitude apparente de 6,8). La thèse défendue par Kamper et Broughton, et admise depuis (voir Référence ci-dessous) est que Flamsteed a décidé de cataloguer AR Cas, qui était largement assez brillante pour figurer dans son catalogue (qui comprenait des étoiles allant jusqu'à la sixième magnitude). Il a d'abord mesuré sa distance à β Peg, puis dans la foulée celle d'autres étoiles de Cassiopée à cette même étoile de référence. Quand il est revenu à AR Cas pour mesurer sa distance à la seconde étoile de référence, β Per, il a alors pris par erreur une autre étoile qu'AR Cas, à savoir SAO 35386. Il a donc effectué deux mesures précises, mais de deux étoiles différentes, la position en ascension droite et déclinaison ne correspondant de ce fait à aucun astre connu. Cette hypothèse pourrait incidemment expliquer la description différente de 3 Cas lors des deux observations : AR Cas est située plus près de τ Cas que ne l'est SAO 35386, ce qui pourrait expliquer que la première ait été décrite par « un peu au-dessus de τ » (supra τ exigua, voir illustration ci-dessus) et la seconde en « au-dessus de τ » (quæ supra τ).

## Référence
- (en) Francis Richard Stephenson et David A. Green, Historical supernovae and their remnants, Oxford, Oxford University Press, 2002, 252 p. (ISBN 0198507666), pages 56 à 59 (chapitre 4, Was the Cas A SN observed by Flamsteed in AD 1680?).